# Verbandsgemeinde Unstruttal
In de Verbandsgemeinde Unstruttal werken zeven gemeenten uit de Landkreis Burgenlandkreis samen ter vervulling van de gemeentelijke taken. Juridisch gezien behouden de deelnemende gemeenten hun zelfstandigheid.

## Deelnemende gemeenten
Deelnemende gemeente met bijbehorende Ortsteile zijn:
- Balgstädt (1.103)
- Freyburg (Unstrut), Stad * (4.578)
- Gleina (1.197)
- Goseck (1.023)
- Karsdorf (1.430)
- Laucha an der Unstrut, Stad (2.796)
- Nebra (Unstrut), Stad (3.044)